# Supónidas
Los Supónidas fueron una familia de la nobleza franco-lombarda que alcanzó una cierta preeminencia en el Reino de Italia carolingio, el llamado Regnum Italicum, durante el siglo IX. 
Su nombre procede de Supo I, duque de Spoleto en 822, conde de Brescia, Parma, Plasencia, Módena y Bérgamo en 817 cuando aparece citado por primera vez en Anales históricos (Vita Hludowici Imperatoris) como enviado (missi) del emperador carolingio Ludovico Pío. Al parecer cimentó la fortuna de su familia como fuerte aliado del emperador al suprimir la revuelta del sobrino de Ludovico Pío, el rey de Italia Bernardo. Él y sus descendientes fueron, de forma discontinua, duques de Spoleto, generalmente en competición con los Guidoni, otra familia franca muy poderosa en la Italia central.
La familia consolidó sus territorios en el norte de Italia entre los años 820 y 840, a menudo controlando los condados de Brescia (de forma hereditaria), Parma, Crémona y Plasencia, entre otros. Su dominio fue extendido y no sumamente centralizado. Los Supónidas compartieron el poder con los obispos en las ciudades y fueron fuertemente leales a los emperadores carolingios a la hora de asegurar la paz y la estabilidad necesaria para gobernar sus enormes y dispersos dominios en el valle del Po. Esta lealtad les proporcionó gran poder e influencia, sobre todo en sus tierras ancestrales de la Emilia. Una hija de la familia Supónida, Engelberga, se casó en 851 con el emperador del Sacro Imperio y rey de Italia Luis II el Joven. Con su influencia, los Supónidas se convirtieron en la familia noble más poderosa de Italia durante las dos décadas del reinado de Luis y en una de las pocas que obtuvieron altos cargos en la administración imperial.
Después de la muerte del emperador Luis II el Joven en 875, los Supónidas apoyaron a sus parientes por vía matrimonial Unróquidas, los marqueses de Friuli, y a los aspirantes germanos a la corona italiana antes que a los duques Guidoni de Spoleto o a los aspirantes franceses. La influencia de los Supónidas declinó rápidamente después de su disputa con el rey de Italia y emperador del Sacro Imperio Berengario de Friuli en 913. Posteriormente se unieron a la facción que apoyaba en Italia a Rodolfo II de Borgoña en 922, pero este renunció en 933 al Reino de Italia a cambio de la corona del Arelato.
Los Supónidas desaparecieron de las crónicas medievales desde la mitad del siglo X.

## Miembros prominentes
- Supo I de Spoleto (? - † 5 de marzo de 824), duque de Spoleto.
- Moringo de Spoleto (? - † agosto/septiembre de 824), hijo de Supo I de Spoleto; conde de Brescia y duque de Spoleto durante los pocos días que transcurrieron desde su nombramiento hasta su muerte.
- Adalgiso I de Spoleto (? - † después de 861), duque de Spoleto desde 824, conde de Parma; era hijo de Supo I.
- Engelberga (? - † entre 896-901), fuentes secundarias la hacen hija de Adalgiso I de Spoleto, conde de Parma y duque de Spoleto. Esposa del emperador carolingio Luis II el Joven, que le concedió el señorío del Monasterio de San Salvador de Brescia en el año 868. Después de la muerte de su marido, fue encarcelada y desterrada de Italia a un convento en Alamania por el emperador Carlos III el Gordo, debido al apoyo prestado a su yerno, Bosón de Provenza rey de la Baja Borgoña, en su lucha contra el emperador. Fue perdonada y volvió a Italia en octubre del año 882 y en el año 896 era abadesa del Monasterio de San Sixto, en Plasencia (Piacenza, Emilia-Romaña), construido alrededor de un templo mandado edificar por ella misma en el 874.
- Supo II de Spoleto, hijo de Adalgiso I, sucedió a su padre como duque de Spoleto.
- Adalgiso II de Spoleto, sucedió a su padre Supo II como duque de Spoleto.
- Boso de Parma, hijo de Supo II, conde de Parma; se alzó contra Berengario de Friuli en 913.
- Wifredo de Plasencia, hijo de Supo II, conde de Plasencia; se alzó contra Berengario de Friuli en apoyo de Rodolfo II de Borgoña como rey de Italia en 922.
- Ardingo, hijo de Supo II de Spoleto, obispo de Brescia.
- Bertila de Spoleto (? - † antes de diciembre de 915), hija de Supo II, esposa del rey de Italia y emperador del Sacro Imperio Berengario de Friuli, hunróquida; murió ejecutada por su esposo por presunto adulterio.
- Supo III de Spoleto (? - † 878/879), marqués de Spoleto, archiministro y consejero del emperador Luis II el Joven, casado con una hunróquida.
- Supo IV de Spoleto (? - † después de 942), conde de Módena.
- Ardingo, tío de Supo IV, obispo de Módena.